# Øystein Wiik

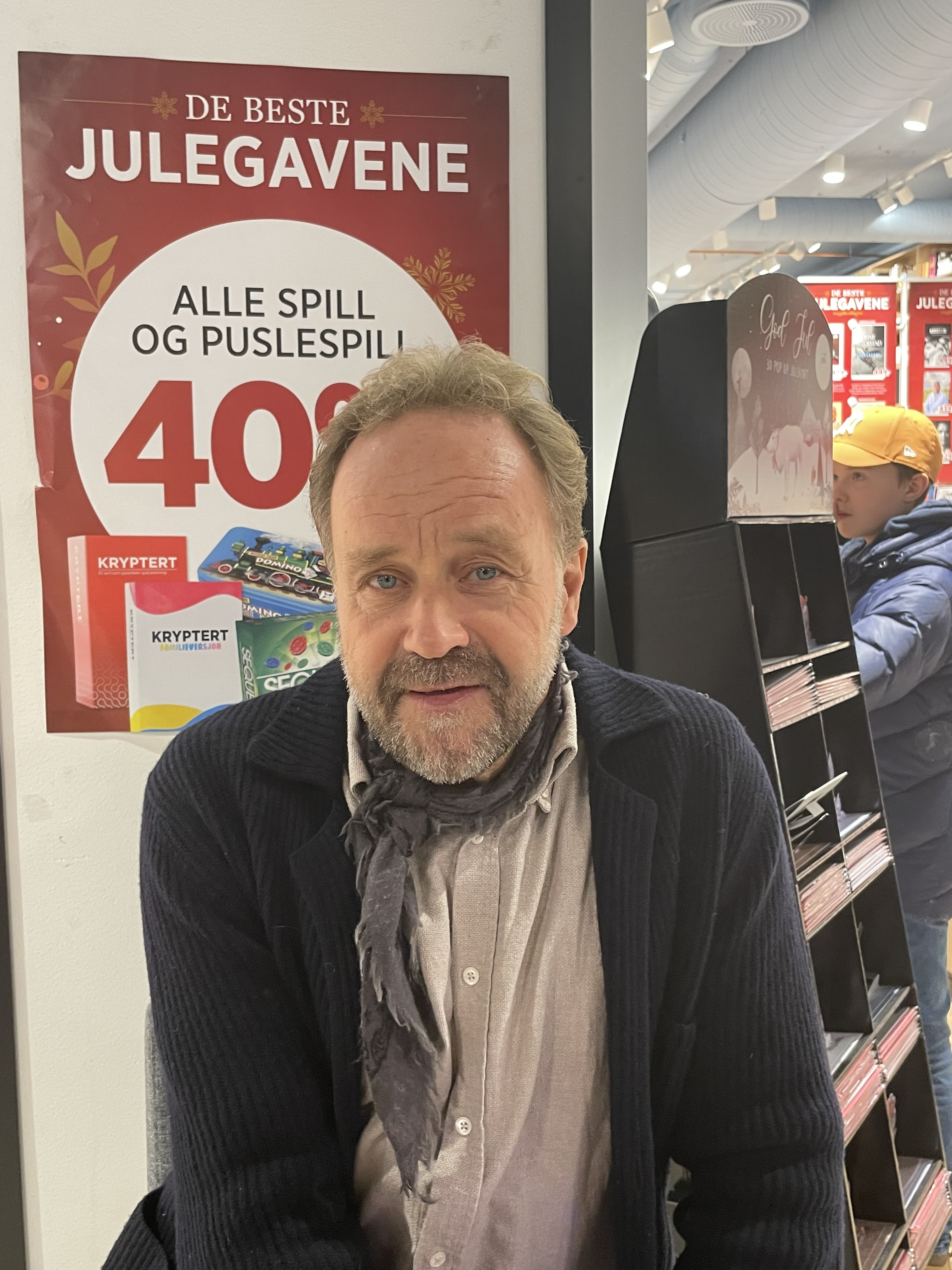
Øystein Wiik, 2022

Øystein Wiik (* 7. Juli 1956 in Ås bei Oslo) ist ein norwegischer Schauspieler, Musicaldarsteller, Songwriter und Schriftsteller.

## Leben
Wiik arbeitete für die Nationale Scene, das Oslo Nye Teater und Det Norske Teatret und spielte in mehreren Musicals Hauptrollen.
Zum 10-jährigen Jubiläum von Les Misérables 1995 trat er gleichfalls auf.
Zu seinen CD-Alben gehören Too many mornings (1991) und Stage (1993). 2010 veröffentlichte er den Krimi Dødelig applaus.
Øystein schrieb auch mehrere Musical-Libretti, so für die norwegische Musikkomödie Optimist, die auf Liedern von Jahn Teigen basiert. Sie wurde am 12. September 2019 im Chateau Neuf in Oslo uraufgeführt.
Zusammen mit dem norwegischen Komponisten Gisle Kverndokk brachte er mehrere Musicals auf die Bühne. Viele davon wurden auch in Deutschland aufgeführt.
Øystein Wiik ist mit der norwegischen Schauspielerin Inger Schjoldager (* 1963) verheiratet.